# Frans Albert Schartau
Frans Albert Vaksal Schartau, född den 13 juli 1877 i Kristianstad, död den 6 juni 1943 i Barsebäcks församling, var en svensk militär och sportskytt. 
Frans Albert Schartau var son till Frans Thomas Schartau (1836-1903) och Georgina Charlotta Behrling (1857-1908). Fadern var under sonens uppväxt dels officer vid Vendes artilleriregemente, dels artilleribefälhavare på Gotland. Även sonen gick den militära banan och inträdde 1899 som underlöjtnant vid Göta livgarde. 1915 hade han nått kaptens grad vid samma regemente. Han blev riddare av Svärdsorden 1920 och var även riddare av danska Dannebrogsorden och Italienska kronorden.
Schartau deltog i olika skyttegrenar vid OS i London 1908 och i Stockholm 1912. Han blev olympisk silvermedaljör i salongsgevär 1908.